# 2023 في المغرب
تحتوي هذه المقالة على أهم الأحداث التي شهدها المغرب في 2023، إضافة إلى أهم الشخصيات المغربية المولودة والمتوفية في هذه السنة.

## الحكم
- الملك: محمد السادس
- رئيس الحكومة: عزيز أخنوش.
- وزير الداخلية: عبد الوافي لفتيت

## الأحـداث
- 30 مارس 2023 - مقتل 11 شخصا في حادثة سير (رجلان وتسع نساء)، عمال وعاملات في إحدى الضيعات الفلاحية بمنطقة البراشوة ضواحي مدينة الرماني.[1]
- 8 سبتمبر - زلزال بقوة 6.8 درجة على مقياس ريختر يضرب إقليم الحوز بالمغرب، ما أدى لوفاة أكثر من 3000 شخص.
- وفاة الدكتور مراد الصغير، الطبيب العسكري، في مدينة طنجية، حيث تم العثور على الهالك في قسم المستعجلات بتاريخ 12 نونبر 2023، تحت هوية مجهولة.[2]

## رياضة
- 25 مارس 2023 - فاز منتخب المغرب لكرة القدم على  البرازيل بـ 2-1، في مقابلة ودية، بملعب ابن بطوطة بمدينة طنجة.
- 28 مارس 2023 - تعادل منتخب المغرب لكرة القدم، مع  البيرو بـ 0-0 في مقابلة ودية، بملعب ميتروبوليتانو بمدينة مدريد الإسبانية.
- 8 يوليوز - فاز منتخب المغرب تحت 23 سنة لكرة القدم  بـكأس الأمم الإفريقية تحت 23 سنة 2023 إثر فوزه على نظيره المصري حامل.
- سيدات المغرب شاركن في نهائيات كأس العالم.
  - 24 يوليوز - منتخب المغرب لكرة القدم للسيدات ("لبؤات الأطلس")، يخسرن أول مباراة في نهائيات كأس العالم بسداسية أمام ألمانيا.
  - 30 يوليوز - منتخب المغرب لكرة القدم للسيدات فاز على منتخب كوريا الجنوبية للسيدات بـ 1-0.
- 22 غشت - سفيان البقالي يهدي المغرب ذهبية بطولة العالم في بودابست، متمكناً من الفوز بسباق 3000 متر موانع.[3]
- 25 شتنبر - اعلان رئيس الكاف (الكونفدرالية الافريقية لكرة القدم) باتريس موتسيبي فوز المغرب بتنظيم أمم إفريقيا 2025.
- 4 أكتوبر - اعلان العاهل المغربي الملك محمد السادس فوز ملف المغرب المشترك بين اسبانيا و البرتغال بتنظيم كأس العالم 2030.

## كتب
- كتاب: «المسيحيون المغاربة وإشكالية حرية المعتقد»، للكاتب: محمد سعيد.[4]
- كتاب: «ما قبل الإستشراق: الإسلام في الفكر الديني المسيحي» للباحث عبد الإله بلقزيز.
- رواية: «الموتشو»، للكاتب حسن أوريد.
- ديوان: «نايُ الأندلسيّ» للشاعر ياسين عدنان.
- رواية: «مربع الغرباء»، للكاتب: عبد القادر الشاوي.
- كتاب: «الهوية السردية-المحكي بين التخييل والتاريخ»، للكاتب/ سعيد بنكراد.P.[5]
- كتاب: «آثار الحياة والموت : كيف أرى الوجود؟»، للكاتب/ سعيد بوخليط.[6]
- ترجمة كتاب: «مقالة في السياسة»، لسبينوزا / ترجمة عبد الله العروي.[7]
- مجموعة قصصية بعنوان: «لست سعيدا بما يكفي»، /للكاتب: محمد الحفيضي[8]
- كتاب: «المتخيل الشعري: المفهوم والمرجعية والرؤى»، / للكاتبة: صباح الدبي.
- ترجمة كتاب: «مدرسة الحياةً بيان من أجل تربية جديدة» لإدغار موران، / ترجمة: عز الدين العلام.
- ترجمة: الروائي محمد المغربي يترجم روايته «زابيطو» من الفرنسية إلى اللغة العربية.
- ديوان: «عهدا لأمي أهديك القصيدة»، للشاعر عبد الحكيم البقريني.
- رواية: «درب غلف أيام من ملح ورصاص» /للروائي: حميد بوكيد.
- كتاب: «السينما الهندية من وجهة نظر عربية»، /للكاتب: مولاي عبد الله العلوي. (ليس مولاي انا استغفر الرب).
- كتاب: «ترانيم ذاكرة: سيرة الأيام الأولى»، للكاتب: سعيد بوخليط.
- كتاب: «أدونيس في الإبداع والتنظير الشعري»، للناقد حسن الغرفي.
- نصوص مسرحية: «مينو pause»، / للكاتبة: رفقة أومزدي.
- كتاب نقدي: «جمالية الانزياح في الشعر الأمازيغي (الصوت، الدلالة، التركيب)».
- كتاب نقدي: «بِنياتُ التَّحوّلِ والامتِدادِ في الشِّعرِ العَربِي المَغربي»،/ للناقد عبدالحق وفاق.
- كتاب: «جماليات الإبداع في شعر السهيلي»، للباحث نبيل الهومي.
- كتاب: «بريكولاج»، الشذرات الفلسفية للأكاديمي عبد السلام بنعبد العالي.
- ديوان: «سمائي خفيفة… أيها البياض»، للشاعر جمال أزراغيد.
- كتاب: «تلقي القدامى لشعر بشار بن برد»، للباحثة نادية بوطاهر.
- رواية: «مايا»، / الكاتب: عبده حقي.
- مجموعة القصصية: «أجساد يحضنها القدر» / للقاص: عماد أفقير.
- كتاب: «يوميات سكير» للكاتب عبد العزيز بنعبو.
- ديوان: «في صور»، للشاعرة: فاطمة الزهراء الناجي.
- ترجمة كتاب: «حاجي آغا» للأديب الإيراني صادق هدايت، المترجم: رشيد بازي.
- ديوان: «ظلال هاربة من قيظ النهار»، للشاعر بن يونس ماجن.
- كتاب: «النص السردي من التلقي إلى التأويل»، للكاتب: عبد الحكيم جابري.
- ديوان: «يوميات فائضة عن الحلم و الوقت” إصدار شعري جديد للشاعر و الكاتب محمد العزوزي
- كتاب:«اغتيال وطن إبراهيم الروداني” للسيناريست والناقد السينمائي خالد الخضري،
- مؤلَّف جماعي بعنوان «ميشيل فوكو اليوم.. راهنيته والتلقي العربي لفكره”، نسّقه الكاتب عبد العلي معزوز.
- سعيد يفلح العمراني، كتابا جديدا حول الشعر النسائي المغربي المعاصر ، ضمنه عنوانا فرعيا «الخطاب الصوفي بين جمالية الرمز وسلطة اللغة.
- مجموعه قصصية: «المذاني تحت رحمة الخنازير»، للكاتب: عبد الرحيم سحنون.
- ديوان: «أوراق الشمس»، للشاعرة المغربية لطيفة أثر رحمة الله.
- كتاب: «ظل النملة..أنطولوجيا القصة القصيرة جدا في إسبانيا»، للكاتب: سعيد بنعبد الواحد.
- كتاب: «المغرب وسؤال المصير»، للكاتب: منير الحجوجي.
- كتاب: «أفق الجمال، حياة المفهوم والخيال: نصوص في الفلسفة والأدب»، للباحث سعيد بوخليط.
- مجموعات قصصية: «خمسة وخميسة: خمس»، للكاتب: مصطفى يعلى.
- 4 كتب مترجمة عن اللغة الفرنسية، للشاعر والكاتب عبد اللطيف اللعبي، هي 3 دواوين شعرية ورواية واحدة.
- رواية: «حساء بمذاق الورد»، للكاتب سعيد منتسب.
- ترجمة كتاب: «قصص الفانتاستيك» للكاتب الفرنسي غي دو موباسون (المترجم: أحمد المديني).
- رواية «السيدة وديعة خُفاف»، للكاتب مبارك وسّاط.
- كتاب: «جراح المدن..من درعة إلى شيكاغو»، للكاتب: عبد العزيز الراشدي.
- كتاب: «الفلسفة في العالم المعاصر.. نماذج نقدية»، للكاتب: عبد العلي معزوز.
- مجموعة القصصية: «الواو»، للكاتب: محمد اشويكة.
- كتاب «حياة استثنائية، الإلهام الباشلاري قراءات في أنساق وتجارب” لسعيد بوخليط
- ترجمة رواية: ترجمة رواية لصاحب نوبل للآداب إلياس كانيتي تصدر تحت عنوان: «نار الله».
- رواية: «متاهة الأوهام»، للكاتب: محمد سعيد احجيوج.
- كتاب: «هواجس عالمنا الموبوء سياقات وآفاق جائحة كورونا»، للكاتب: سعيد بوخليط.
- ديوان: «صعب المنال»، لللشاعرة إلهام العويفي.
- ترجمة كتاب: «كيف قضت فرنسا على جمهورية الريف، جرائم حرب مسكوت عنها» للكاتب: بيار سيمار، ترجمة : مصطفى أعراب.

## أفلام
- فيلم "ألف شهر"، للمخرج فوزي بنسعيدي.
- فيلم «ضاضوس»، للمخرج: عبد الواحد مجاهد.
- كذب أبيض (فيلم)، للمخرجة أسماء المدير.
- أنيماليا (فيلم)، للمخرجة صوفيا علوي.
- عصابات (فيلم مغربي)، للمخرج كمال لزرق.
- مطلقات الدار البيضاء (فيلم)، للمخرج محمد عهد بنسودة.

## مسلسلات
- مسلسل كازا ستريت.
- مسلسل أحلام بنات.

## جـوائز
- 22 مايو - حصل الفريق الوطني المغربي على المرتبة الأولى (159 نقطة) في الاولمبياد الإفريقي للرياضيات، ، وتوجت التلميذة المغربية هبة الفرشيوي (35ن) بلقب ”ملكة الرياضيات الإفريقية”.[9]
- 22 غشت - سفيان البقالي يهدي المغرب ذهبية بطولة العالم في بودابست، متمكناً من الفوز بسباق 3000 متر موانع.[3]
- حصلت المخرجة الشابة أسماء المدير(32 عاما) على جائزة أفضل إخراج ضمن فقرة "نظرة ما"، المخصصة لأفلام سينما المؤلف، عن شريطها الوثائقي "كذب أبيض".[10]
- الصحافي سليمان الريسوني يحصل على جائزة “الكاتب المسجون”.[11]
- فاز فيلم “كذب أبيض” للمخرجة المغربية أسماء المدير بالنجمة الذهبية (الجائزة الكبرى) للدورة العشرين للمهرجان الدولي للفيلم بمراكش.[12]
- فازت المغربية نسرين الشاد، لاعبة فريق ليل الفرنسي، بجائزة أفضل لاعبة إفريقية صاعدة برسم سنة 2023، وذلك خلال الحفل السنوي الذي أقامته الكونفدرالية الإفريقية لكرة القدم (كاف).[13]
- المخرجة المغربية زينب واكريم فازت بجائزة في مهرجان "كان" عن فيلمها "أيور" هدية من الحياة.[14]
- 20 دجنبر - فوز الكاتبة المغربية سلمى المومني بجائزة رواية الطلاب لـ”France Culture Télérama ” عن روايتها الأولى”وداعًا طنجة”.[15]
- تتويج الفيلم المغربي “ياك البحر” للمخرج ياسين ساميح بالجائزة الكبرى لمهرجان العالم العربي للفيلم التربوي القصير.[16]

## وفـيات

عبد الروؤف

خديجة أسد

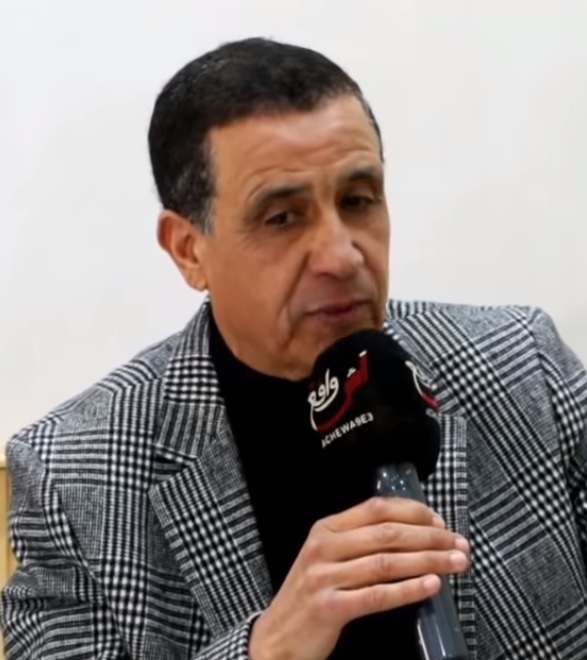
محمد الغاوي

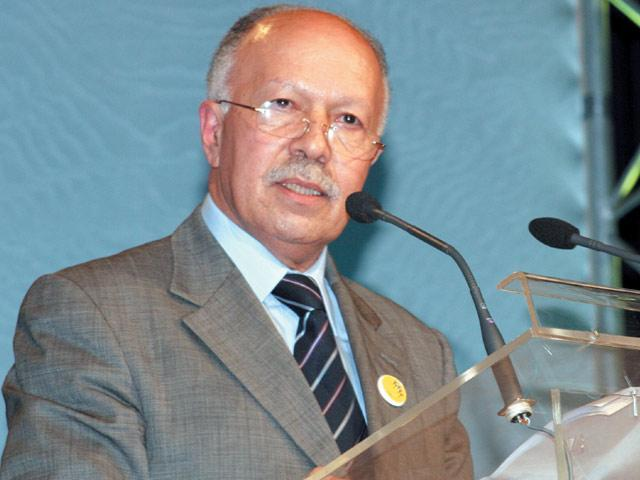
خالد الناصري

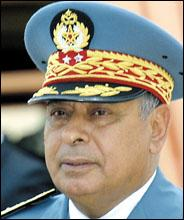
حميدو لعنيكري

أحمد حرزني

- 2 يناير - عبد الروؤف، ممثل كوميدي مغربي (86 سنة).
- 3 يناير - كريم بناني، فنان تشكيلي مغربي (87 سنة).
- 16 يناير - أحمد الطريبق، شاعر وكاتب مغربي. (78 سنة).
- 25 يناير - خديجة أسد، ممثلة مغربية (70 سنة).
- 30 يناير - نور الدين العتاب، ممثل مغربي (39 سنة).
- 5 فبراير - محمد الغاوي، مغني مغربي (67 سنة).
- 26 مارس - عبد الواحد الراضي، سياسي مغربي (88 سنة).
- 26 مارس - عبد الله العمراني، كاتب صحفي مغربي (75 سنة).
- 29 مارس - محمد بناني، رسَّام ونحَّات مغربي (80 سنة).
- 5 أبريل - خالد الناصري، سياسي ووزير مغربي (77 سنة).
- 6 أبريل - امحمد عزاوي، الإعلامي الرياضي (69 سنة).
- 8 أبريل - خليل الهاشمي الإدريسي، إعلامي مغربي (66 سنة).
- 2 أبريل - أحمد جواد، ممثل مغربي (61 سنة).
- 3 مايو - مولاي الطاهر الأصبهاني، مطرب وممثل مغربي (74 سنة).
- 5 يونيو - محمد معتصم، سياسي مغربي (66 سنة).
- 28 يونيو - سمية بن خلدون، سياسية مغربية (60 سنة).
- 8 يوليوز - العوني الزاوية، فقيه وعالم دين مغربي (72 سنة).
- 17 يوليوز - عمر سليم، إعلامي مغربي (68 سنة).
- 22 يوليوز - حسن اعسيلة، لاعب كرة قدم مغربي (75 سنة).
- 30 يوليوز - العربي بن موسى، لاعب كرة قدم مغربي. (75 سنة).
- 10 سبتمبر - حميدو لعنيكري، ضابط مغربي (84 سنة).
- 20 سبتمبر - عائشة الخطابي، الإبنة الصغرى للأمير عبد الكريم الخطابي (81 سنة).
- 17 أكتوبر - بهاء الدين الطود، كاتب مغربي. (77 سنة).
- 2 نوفمبر - أسامة فلوح، لاعب كرة قدم مغربي (24 سنة).
- 12 نوفمبر - مراد الصغير، دكتور سابق في الطب العسكري ويوتوبر.
- 14 نوفمبر - عبد القادر الرتناني، ناشر مغربي (78 سنة).
- 14 نوفمبر - أحمد حرزني، سياسي وحقوقي مغربي (75 سنة).
- 15 نوفمبر - عبد الرحمان برادي، ممثل مغربي (74 سنة).
- 20 نوفمبر - محمد بن ددوش، إعلامي ومدير الإذاعة المغربية الأسبق (94 سنة).
- 25 نوفمبر - محمد بنيحيى الطنجاوي، شاعر مغربي (81 سنة).
- 18 ديسمبر - عبد الرحيم الوكيلي، لاعب كرة القدم مغربي (53 سنة).